# Ferula lipskyi
Ferula lipskyi är en flockblommig växtart som beskrevs av Jevgenij Korovin. Ferula lipskyi ingår i släktet stinkflokesläktet, och familjen flockblommiga växter. Inga underarter finns listade i Catalogue of Life.